# Nowy cmentarz żydowski w Opocznie
Nowy cmentarz żydowski w Opocznie – kirkut założony w XIX wieku. Mieści się przy ul. Limanowskiego 23 w Opocznie.
W czasie II wojny światowej uległ dewastacji. Zachowały się resztki murowanego ogrodzenia. Nie zachowały się żadne macewy.